# Bauhinia harmsiana
Bauhinia harmsiana är en ärtväxtart som beskrevs av Carl Curt Hosseus. Bauhinia harmsiana ingår i släktet Bauhinia och familjen ärtväxter.

## Underarter
Arten delas in i följande underarter:
- B. h. harmsiana
- B. h. media